# 八王子市立長沼小学校
八王子市立長沼小学校（はちおうじしりつ ながぬましょうがっこう）は、東京都八王子市長沼町にある公立小学校。

## 沿革
- 1973年（昭和48年）4月 - 八王子市立長沼小学校として開校（由井第一小学校を母体、学区変更による）
- 2013年（平成25年）9月 - 体育館耐震補強工事完了

## 進学先中学校
- 八王子市立打越中学校

## 交通アクセス
- 京王電鉄京王線の長沼駅より徒歩5分